# Universidade Federal de Goiás
Univerzita Goiás (Universidade Federal de Goiás, zkratka UFG) je jednou z nejvýznamnějších vysokých škol v Brazílii. Sídlí v brazilském státě Goiás. Na univerzitě studuje přibližně 25 486 studentů.

## Fotogalerie

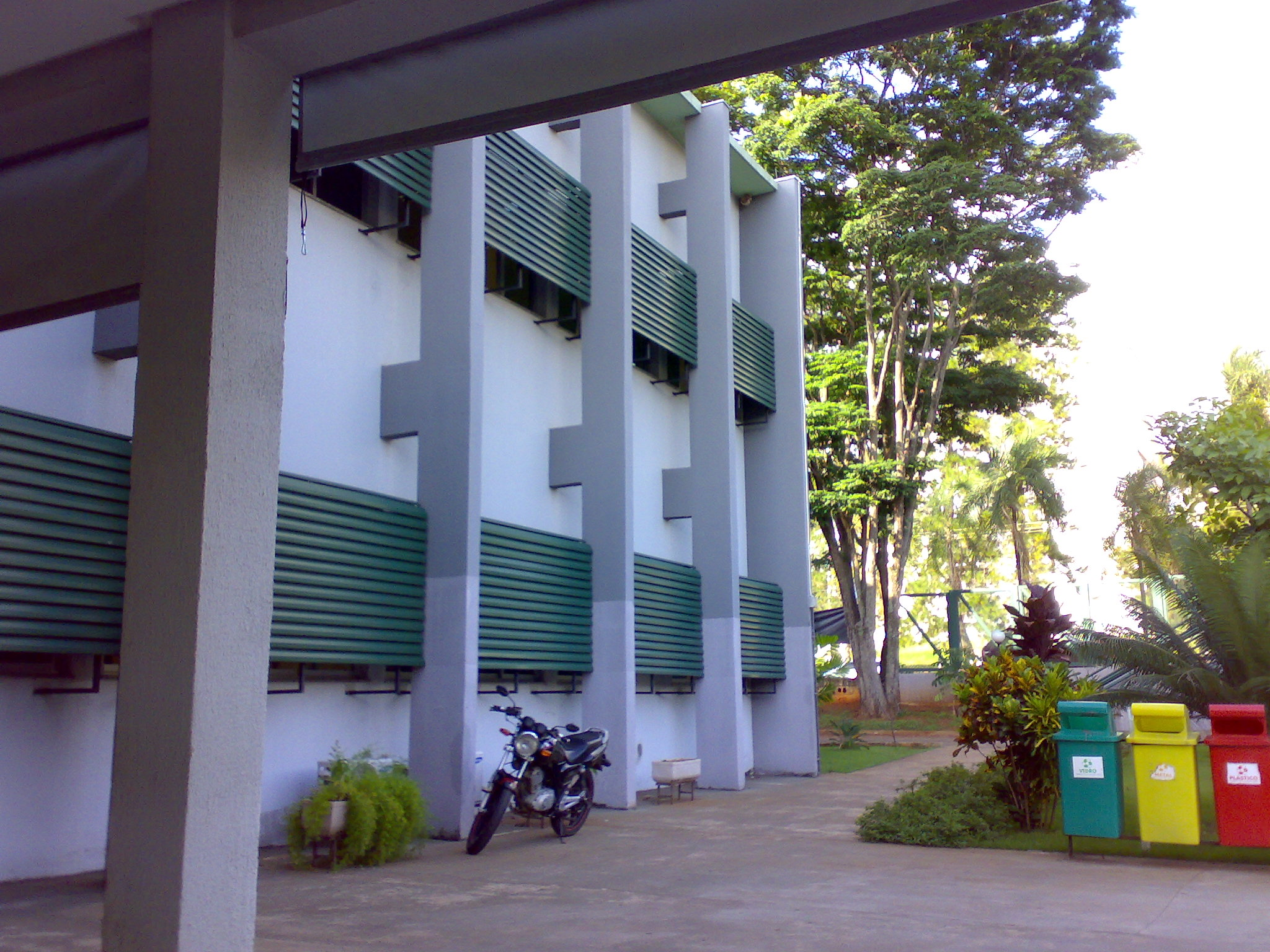
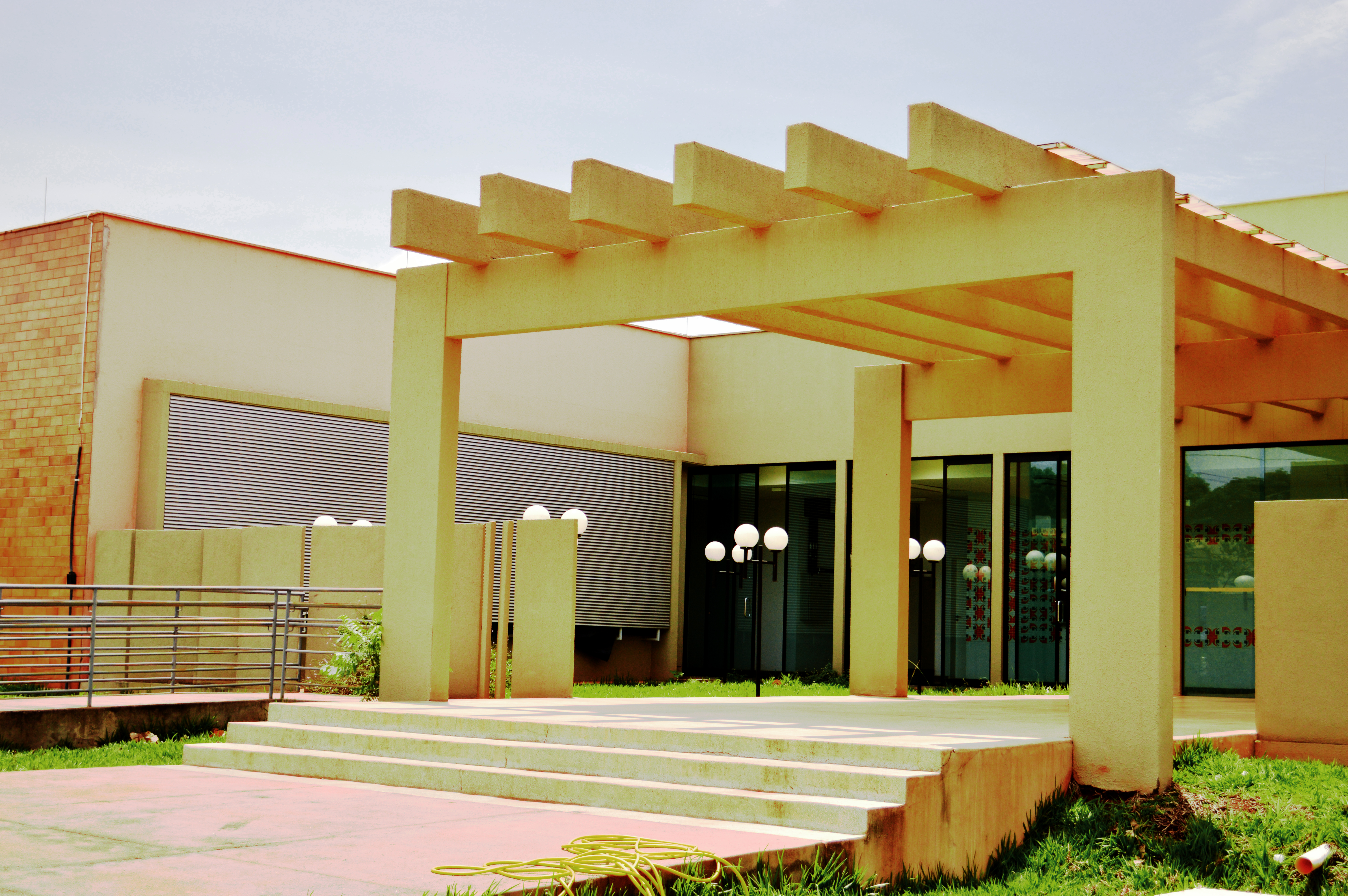
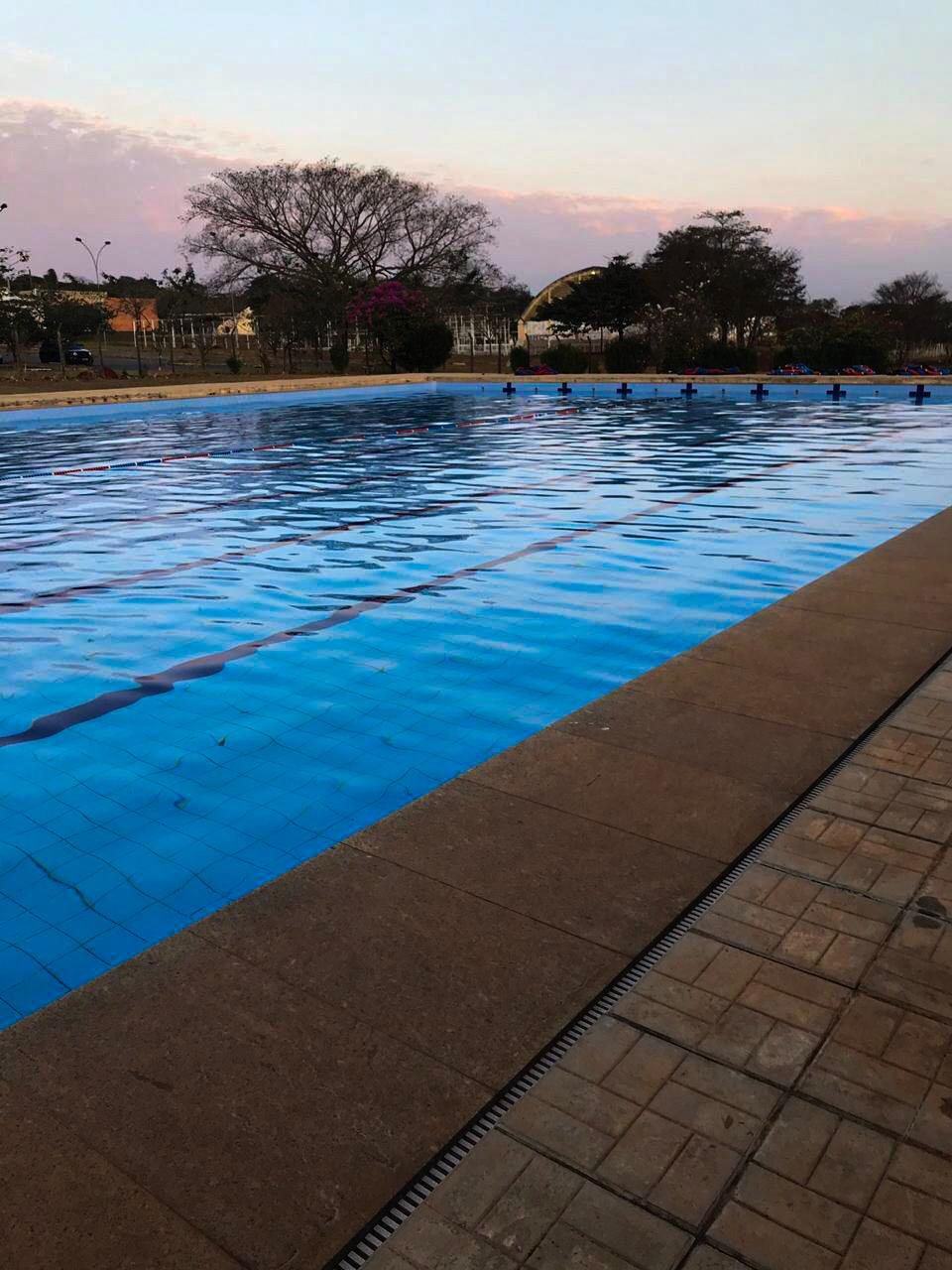
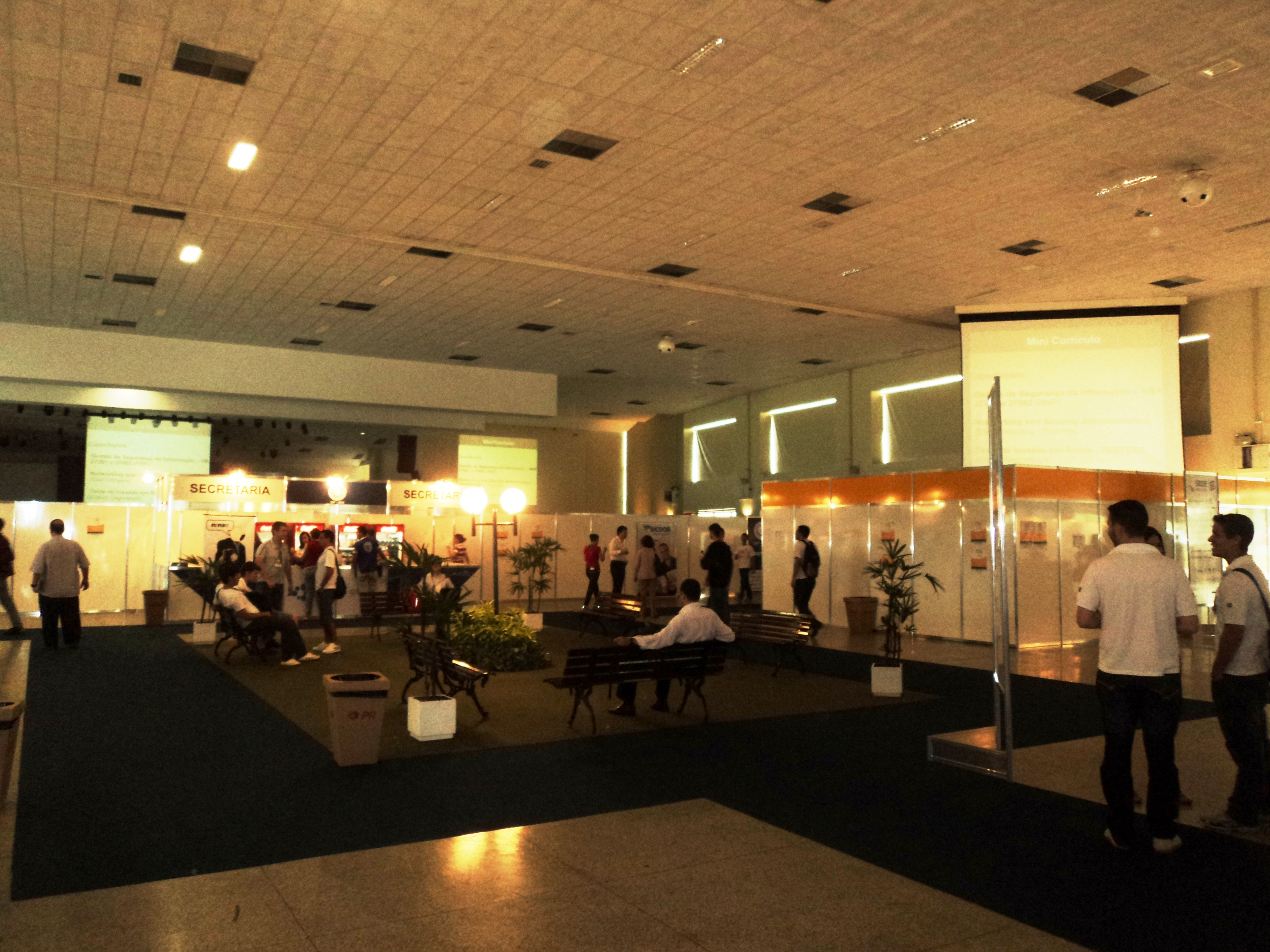